# A10高速公路 (義大利)

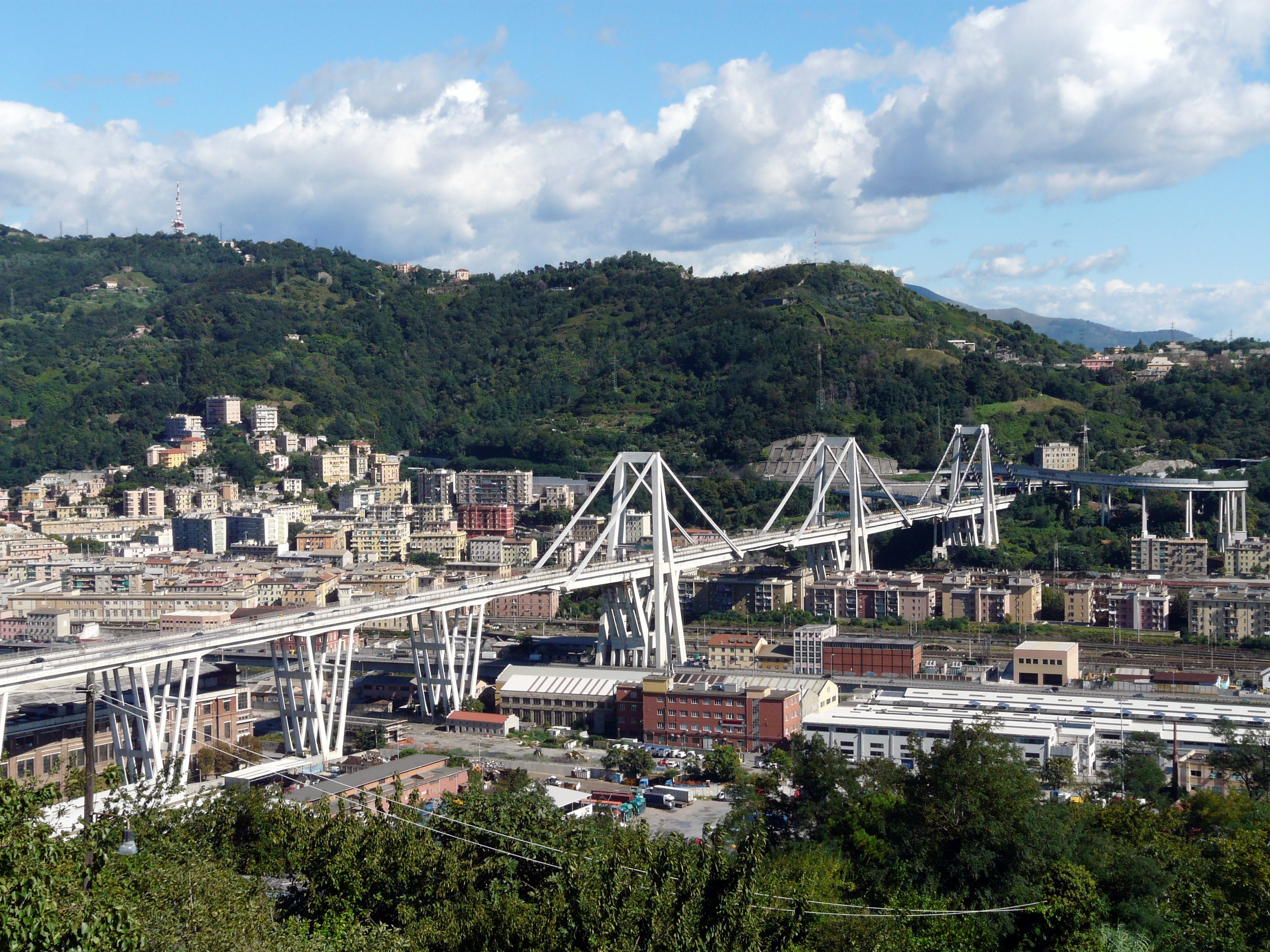
發生崩落事故前的莫蘭迪橋（2010年攝）

A10高速公路（義大利語：Autostrada A10），又稱百花高速公路（Autostrada dei Fiori），是一條自義大利利古里亞大區首府熱那亞，西沿海岸，經文蒂米利亞通往法國的高速公路，全長158.1公里。由於地勢關係，不少路段是高架橋或隧道。
1967年9月5日熱那亞至薩沃納段通車，1971年11月6日全線通車。全段是歐洲E25、74和歐洲E80公路的一部份。
2018年8月14日，A10高速公路在熱那亞的莫蘭迪橋（Ponte Morandi）於大雨後發生崩塌意外，已造成43人死亡、9人輕重傷。這座橋於1967年完工，長1.1公里，高45公尺，採斜張橋設計。這是繼8月6日A14高速公路發生液化石油氣罐車爆炸後，同月義大利高速公路的第2起重大事故。